# Futbol Club Internacional
El Futbol Club Internacional fou un club català de futbol d'inicis de Segle XX de la ciutat de Barcelona.

## Història
El club es va fundar a finals del 1901 amb el nom de Club Internacional de Football i al seu equip hi jugaven alguns jugadors originaris de les Filipines. A partir de 1902 començà a adoptar la denominació Internacional Football Club. Vestia camisa verda fosca i pantaló negre o blanc. Fou un equip punter als inicis del futbol barceloní, amb dues segones posicions i dues terceres al Campionat de Catalunya. A partir de l'any 1906 abandonà la competició i es desfé.
El 1910 el club renasqué amb el mateix nom de FC Internacional. La temporada 1910-11 participà en el Campionat de Catalunya de segona categoria on es classificà en segona posició. Les dues següents temporades es proclamà campió de la categoria, fet que el portà a ascendir a la màxima categoria del futbol català el 1913-14, categoria en la qual romangué fins a la seva desaparició el 1922.
L'equip començà lluint camisa a franges verticals blanques i verdes i pantalons blancs o foscos, adoptant posteriorment samarreta blanca amb un estel de cinc puntes verd i pantalò negre. Fou el club de figures com Bru, Wallace, Peris, Samitier, Tonijuan o Carulla.
El primer terreny de joc del club estava situat a la cruïlla dels carrers Provença, Rosselló i Urgell, davant l'Escola Industrial.
 Més endavant es traslladà al barri de Sants, a un camp del carrer Galileu.
El 26 d'abril de 1922 es fusionà amb el club de futbol Centre d'Esports de Sants, i els equips ciclistes Club Ciclisme de Sants i Velo Esport per donar vida a la Unió Esportiva de Sants, desapareixent, conseqüentment de la vida futbolística catalana.

## Temporades
| Temporada | Campionat                         | Posició      |
| --------- | --------------------------------- | ------------ |
| 1902-03   | Copa Macaya                       | 3r           |
| 1902-03   | Copa Barcelona                    | 6è           |
| 1903-04   | C. de Catalunya Primera categoria | 2n           |
| 1904-05   | C. de Catalunya Primera categoria | 3r           |
| 1905-06   | C. de Catalunya Primera categoria | 2n           |
| 1906-10   | No participa                      | No participa |
| 1910-11   | C. de Catalunya Segona categoria  | 2n           |
| 1911-12   | C. de Catalunya Segona categoria  | 1r           |
| 1912-13   | C. de Catalunya Segona categoria  | 1r           |
| 1913-14   | C. de Catalunya Primera categoria | 2n           |
| 1914-15   | C. de Catalunya Primera categoria | 8è           |
| 1915-16   | C. de Catalunya Primera categoria | 7è           |
| 1916-17   | C. de Catalunya Primera categoria | 6è           |
| 1917-18   | C. de Catalunya Primera categoria | 6è           |
| 1918-19   | C. de Catalunya Primera categoria | 4t           |
| 1919-20   | C. de Catalunya Primera categoria | 5è           |
| 1920-21   | C. de Catalunya Primera categoria | 4t           |
| 1921-22   | C. de Catalunya Primera categoria | 3r           |

## Uniformes
| 1901-1906 | 1910-1913 | 1914-1918 | 1918-1922 |